# Didouche Mourad
Didouche Mourad là một đô thị thuộc tỉnh Constantine, Algérie. Dân số thời điểm năm 2002 là 33.266 người.